# Interstate TDR
El Interstate TDR fue uno de los primeros vehículos aéreos de combate no tripulados (conocidos en la época como "dron de asalto") desarrollado por la Interstate Aircraft and Engineering Corporation durante la Segunda Guerra Mundial, para ser usado por la Armada de los Estados Unidos. Capaz de ser armado con bombas o torpedos, fueron ordenados 2000 aviones, pero solo se construyeron alrededor de 200. El modelo entró en servicio en el Teatro del Pacífico contra los japoneses, pero los continuos problemas de desarrollo que afectaban al avión, junto con los éxitos de las operaciones que usaban armas más convencionales, condujeron a tomar la decisión de cancelar el programa del dron de asalto en octubre de 1944.

## Diseño y desarrollo
En 1936, el capitán de corbeta Delmar S. Fahrney planteó que los aviones no tripulados controlados remotamente tenían un uso potencial en operaciones de combate de la Armada de los Estados Unidos. Debido a las limitaciones de la tecnología de la época, al desarrollo del proyecto de "dron de asalto" se le dio baja prioridad, pero a principios de los años 40 el desarrollo del radioaltímetro y la televisión hicieron el proyecto más factible, y tras realizar pruebas usando aviones tripulados convertidos, el primer ensayo operacional de un dron contra un blanco naval fue ejecutado en abril de 1942. El mismo mes, tras las pruebas del dron de asalto Naval Aircraft Factory TDN, Interstate Aircraft recibió un contrato de la Armada por dos prototipos y 100 aviones de producción de un diseño simplificado y mejorado, para ser designado TDR-1.
El control del TDR-1 se llevaría a cabo desde un avión de control, normalmente un Grumman TBF Avenger, donde el operador observaba una pantalla de tv en la que se mostraba una vista desde una cámara montada a bordo del dron, junto con el lector del radioaltímetro, o a través de un piloto a bordo del TDR-1 en los vuelos de pruebas. Estaba propulsado por dos motores Lycoming O-435 de 160 kW (220 hp) cada uno, con estructura de tubos de acero construida por la compañía de bicicletas Schwinn y con recubrimiento de madera moldeada, haciendo así poco uso de materiales estratégicos que impidiera la producción de aviones de mayor prioridad. Capaz de ser pilotado opcionalmente en los vuelos de pruebas, se usaba un carenado aerodinámico para cubrir el área de la cabina durante las misiones operacionales. El TDR-1 estaba equipado con un tren de aterrizaje triciclo fijo que podía ser lanzado en marcha para mejorar las prestaciones. Los TDR-1 fueron fabricados por la Wurlitzer Company.

## Historia operacional

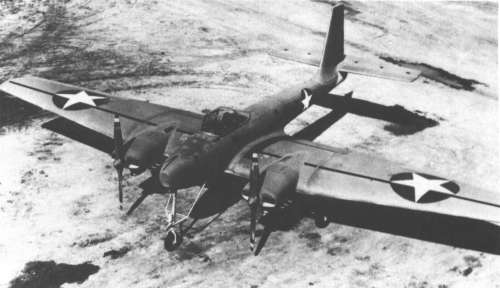
Interstate XBQ-4.

Bajo el nombre en clave Operation Option (Operación Opción), la Armada estadounidense proyectó que se formarían hasta 18 escuadrones de drones de asalto, ordenándose 162 aviones de control Grumman TBF Avenger y 1000 drones de asalto. Sin embargo, dificultades técnicas en el desarrollo del TDR-1, combinadas con la continuada baja prioridad dada al proyecto, provocaron la modificación del contrato, reduciéndose la orden a solo alrededor de 300 aviones. Un único TDR-1 fue evaluado por las Fuerzas Aéreas del Ejército de los Estados Unidos como XBQ-4, sin que resultase un contrato de producción de estas pruebas.
En 1944, bajo el control de la Special Air Task Force (SATFOR), el TDR-1 fue desplegado operacionalmente al Pacífico Sur para realizar operaciones contra los japoneses. Aviones TDR-1 equiparon un único escuadrón mixto (Special Air Task Group 1), junto con aviones de control TBM Avenger, y la primera misión operacional tuvo lugar el 27 de septiembre, ejecutando operaciones de bombardeo contra navíos japoneses. A pesar del éxito, el programa del dron de asalto ya había sido cancelado tras la producción de 189 aviones TDR-1, debido a una combinación de continuos problemas técnicos, el que el avión no estuviese a la altura de las expectativas, y al hecho de que armamento más convencional se estaba probando adecuado para vencer a Japón. La última misión se voló el 27 de octubre, habiéndose usado 50 drones en operaciones, de los que 31 aviones impactaron en su blanco, y sin que se perdiera ningún piloto del STAG-1.
Tras la guerra, algunos TDR-1 fueron convertidos para realizar operaciones como aviones deportivos privados.

## Variantes

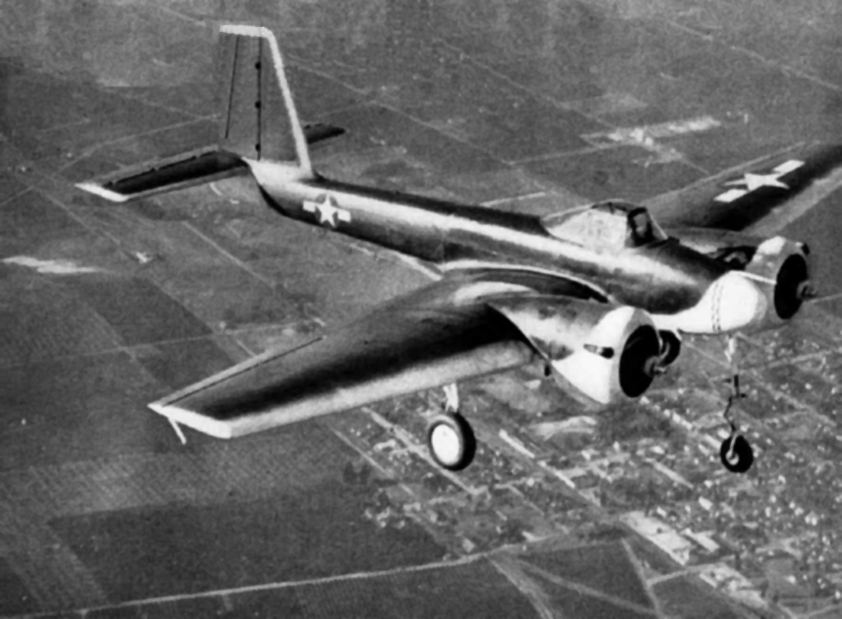
Interstate XTD3R.

XTDR-1
Dos prototipos.
TDR-1
Versión de producción del XTDR-1, 189 construidos.
XTD2R-1
Variante con dos motores Franklin O-805-2, dos prototipos ordenados, cancelados en favor del TD3R.
XTD3R-1
Variante con motores radiales Wright R-975, tres prototipos.
TD3R-1
Versión de producción del XTD3R-1, 40 aviones ordenados, cancelados.
XBQ-4
Designación del Ejército estadounidense para el TDR-1. Un avión convertido desde TDR-1.
XBQ-5
Designación del Ejército estadounidense para el XTD2R-1. Designación reservada, ningún avión ordenado.
XBQ-6
Designación del Ejército estadounidense para el XTD3R. Ningún avión producido.
BQ-6A
Designación del Ejército estadounidense para el TD3R-1. Ningún avión producido.

## Operadores
Estados Unidos
- Armada de los Estados Unidos

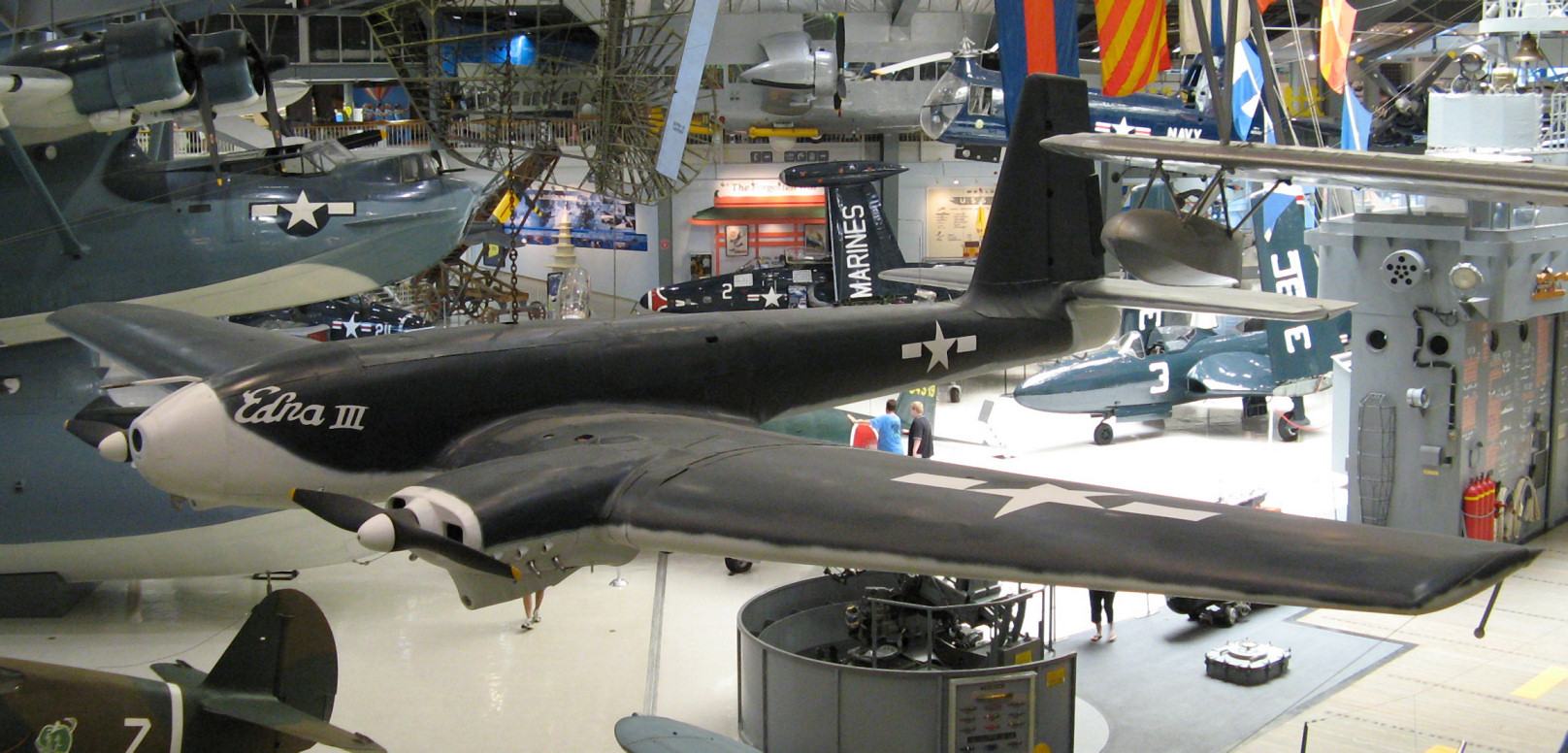
Interstate TDR-1 en exhibición en el Museo Nacional de Aviación Naval.

- Fuerzas Aéreas del Ejército de los Estados Unidos

## Supervivientes
Un único ejemplar de TDR-1 sobrevive, y está en exhibición en el Museo Nacional de Aviación Naval de la Armada estadounidense, en Pensacola (Florida).

## Especificaciones (TDR-1)
Referencia datos: Parsch

### Características generales
- Tripulación: Uno (piloto, opcional)
- Envergadura: 15 m (49,2 ft)
- Peso cargado: 2676 kg (5897,9 lb)
- Planta motriz: 2× motor bóxer se seis cilindros refrigerado por aire Lycoming O-435-2.
  - Potencia: 160 kW (221 HP; 218 CV) cada uno.

### Rendimiento
- Velocidad crucero (Vc): 225 km/h (140 MPH; 121 kt)
- Alcance: 684 km (369 nmi; 425 mi)

### Armamento
- Bombas: 

  - 1 de 910 kg (2000 lb) o
- Otros: 

  - 1x torpedo aéreo

## Aeronaves relacionadas

### Desarrollos relacionados
- Naval Aircraft Factory TDN

### Aeronaves similares
- Gorgon
- Interstate XBDR
- LTV-N-2 Loon
- McDonnell LBD Gargoyle

### Secuencias de designación
- Secuencia TD_R (Blancos aéreos no tripulados de la Armada estadounidense, 1942-1946 (Interstate, 1942-1945)): TDR - TD2R - TD3R
- Secuencia BQ-_ (Aviones no tripulados de las USAAF (bombas controlables, 1942-1945)): BQ-1 - BQ-2 - BQ-3 - BQ-4 - BQ-5 - BQ-6 - BQ-7 - BQ-8